# توزيع احتمال
في علم الاحتمالات والإحصائيات، توزيع الاحتمال (بالإنجليزية: Probability distribution)‏ هو إعطاء احتمال معين لكل مجموعة جزئية قابلة للقياس من مجموعة نتائج تجربة عشوائية ما. وبتعبير آخر، هو قياس احتمالي مجاله تطبيق جبر بوريل على مجموعة الأعداد الحقيقية.
التوزيع الاحتمالي يعتبر حالة خاصة من مصطلح أكثر عمومية هو القياس الاحتمالي، الذي يعتبر دالة تربط قيم احتمالات بمجموعات مقيسة من الفضاء المقاس بحيث تحقق فرضيات كولوموغروف.
كل متغير عشوائي ينشأعنه توزيع احتمالي يحتوي معظم المعلومات المهمة عن هذا المتغير. فاذا كان المتغير X متغيرا عشوائيا فان التوزيع الاحتمالي الموافق له ينسب للمجال [a, b] احتمالا : بمعنى أن احتمال أن يأخذ المتغير {\displaystyle X} قيمة ضمن المجال هي : {\displaystyle \Pr \left[a\leq X\leq b\right]}.
يمكن وصف التوزيع الاحتمالي للمتغير عن طريق دالة التوزيع التراكمي التي تعرف كما يلي :
{\displaystyle F(x)=\Pr \left[X\leq x\right]}
نقول عن توزيع احتمالي أنه منقطع إذا كانت دال التوزيع التراكمي له مؤلف من تسلسل قفزات متناهية، مما يعني أنه يعود لمتغير عشوائي متقطع، وهو بالتعريف متغير يمكنه أن يأخذ فقط قيما من مجموعة محددة منتهية وقابلة للعد.
و نقول عن التوزيع الاحتمالي أنه مستمر إذا كان دالة التوزيع التراكمي له مستمرة أي أنها تعود لمتغير عشوائي احتمال أخذه لقيمة محددة معينة معدوما أي : {\displaystyle \Pr \left[X=x\right]=0} أيا كانت x من مجموعة الأعداد الحقيقية، في مثل هذه الحالة لا وجود لاحتمال غير معدوم إلا من أجل مجال ضمن مجموعة الأعداد الحقيقية اما ان يأخذ المتغير قيمة محددة فهو أمر عديم الاحتمال.
هذه التوزيعات المستمرة المطلقة يمكن التعبير عنها بوساطة : دوال الكثاقة الاحتمالية : وهو عبارة عن دالة قابلة للتكامل بطريقة ليبيزغو، موجبة حتما ومعرفة على مجموعة الأعداد الحقيقية :
{\displaystyle \Pr \left[a\leq X\leq b\right]=\int _{a}^{b}f(x)\,dx}

## توليد الأعداد العشوائية
انظر إلى طريقة مونت كارلو وإلى شبه عشاوة وإلى مولد أعداد شبه عشوائية.

## أهم التوزيعات الاحتمالية

### توزيعات احتمالية منقطعة (منفصلة)
- توزيع برنولي
- التوزيع الثنائي
- توزيع بواسون
- توزيع هندسي
- توزيع فوق هندسي
- توزيع منتظم
- توزيع ثنائي سالب
- توزيع باسكال

### توزيعات احتمالية مستمرة
- التوزيع الطبيعي
- توزيع ستيودنت t الاحتمالي
- توزبع كاما
- توزبع F
- توزيع كوشي
- توزيع مربع كاي الاحتمالي
- توزيع مربع كاي المعكوس